# Шельпек

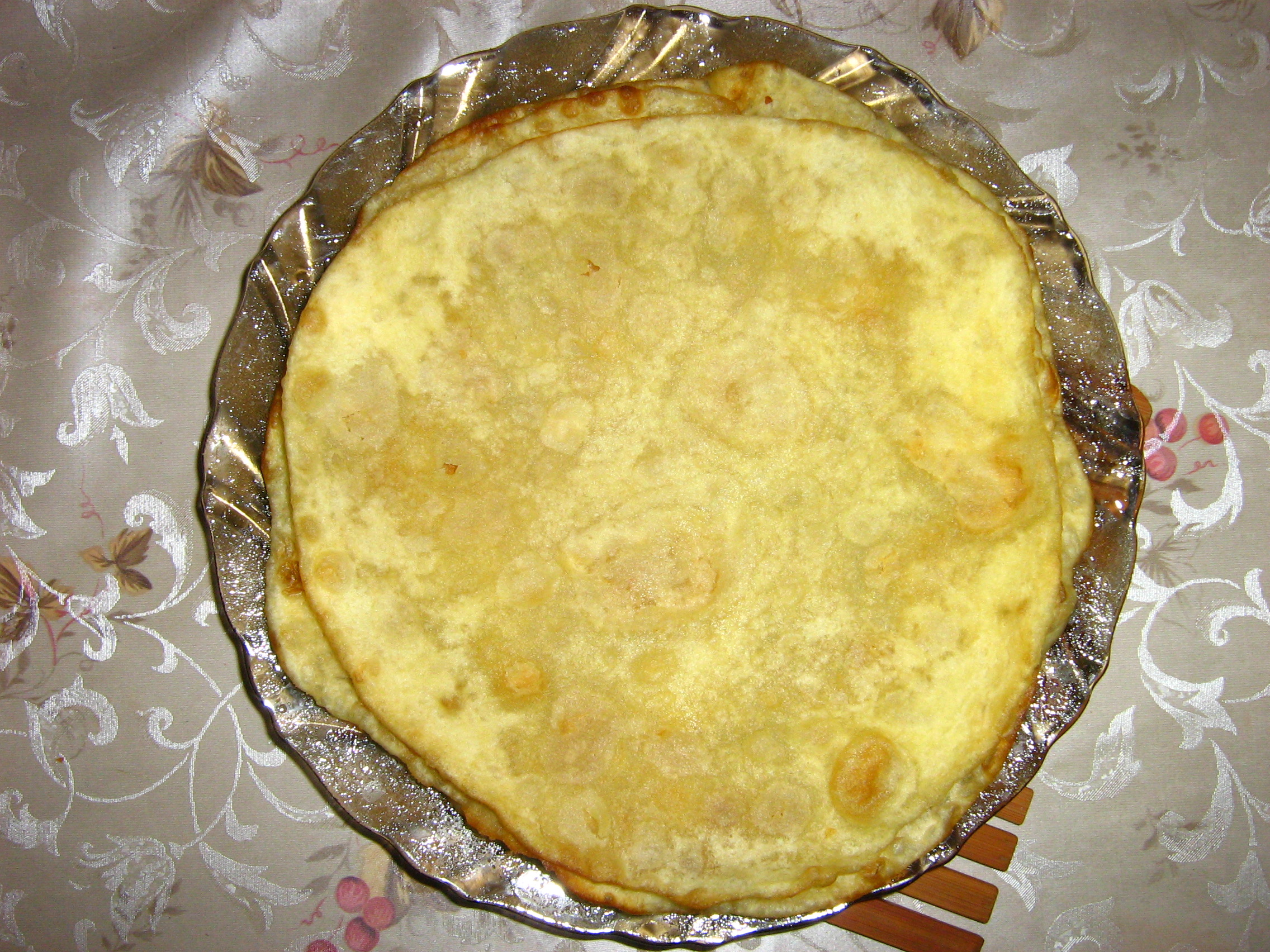
Шелпеки домашнего приготовления

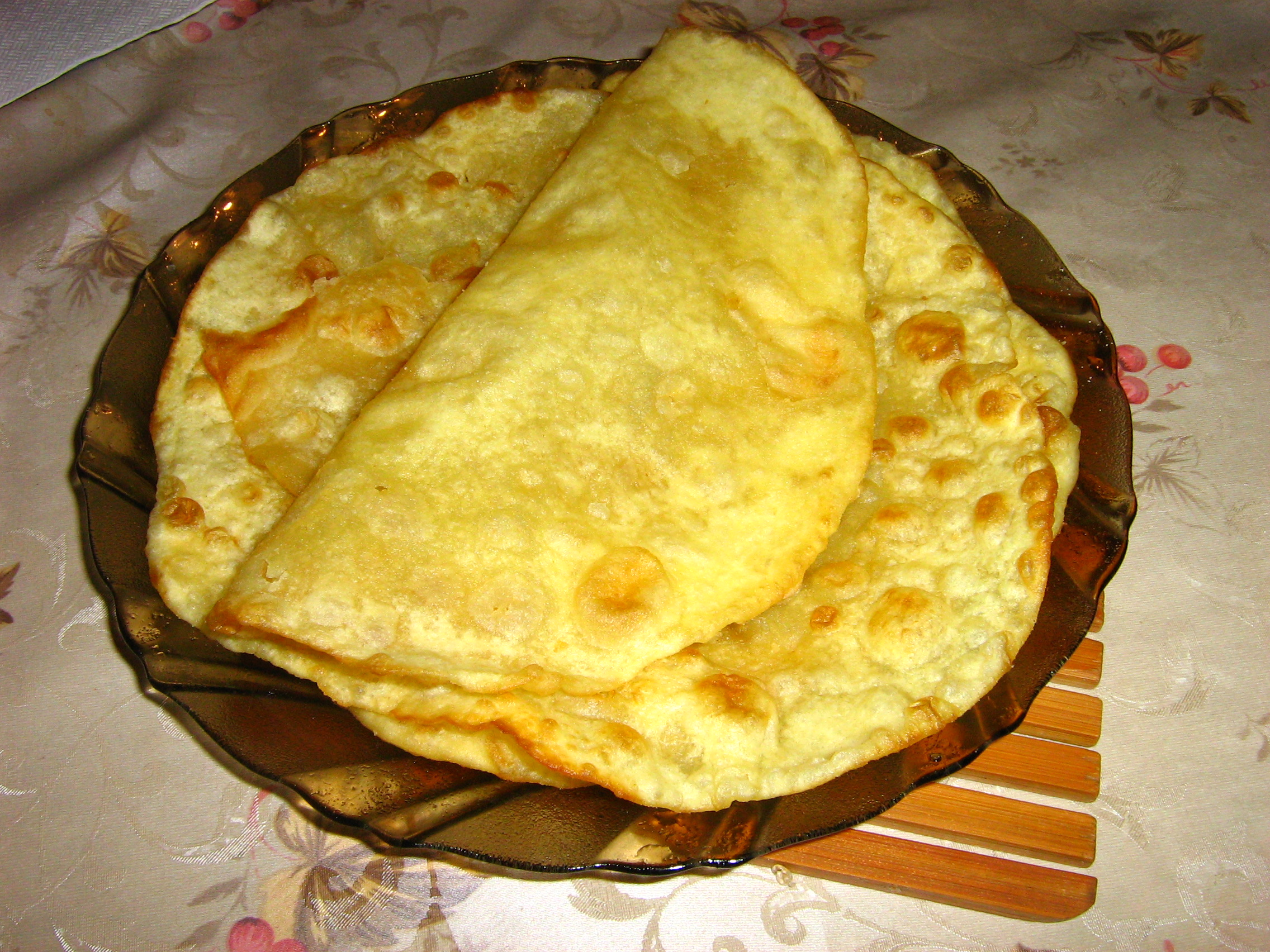
Шельпеки домашнего приготовления

Шелпе́к или чалпа́к (туркм. çelpek; каз. шелпек, жұқа нан, жеті-нан; кирг. май токоч, челпек; узб. chalpak/чалпак; уйг. chalpyaq/чалпак‎, jit/жит); калм. celveg/целвг:
- традиционные лепёшки среднеазиатских народов, изготовляемые путём жарки во фритюре в казане, бывают трёх основных видов:
  - хрустящие
  - мягкие, но не сдобные
  - мягкие и сдобные одновременно[1][2]
- разновидность пасты (макаронного изделия), характерная для блюда кульчетай, отличается от обычной лапши тем, что не нарезана в тонкую лапшу, а представляет собой листы тонко раскатанного теста, которые варятся как лапша.